# Ereteken voor Vrouwelijke Verdienste in Oorlogstijd
Het Ereteken voor Vrouwelijke Verdienste in Oorlogstijd (Duits: Ehrenzeichen für Frauenverdienst im Kriege) was een onderscheiding van het Groothertogdom Saksen. De onderscheiding werd op 15 augustus 1915 ingesteld door Groothertog Wilhelm-Ernst van Saksen. Het kwam pas om 1918 tot uitreikingen.
Het ereteken werd alleen aan vrouwelijke inwoners uitgereikt voor "vrouwelijke verdienste tijdens de oorlog" (Duits: Für Frauenverdienst im Kriege). Voor mannen was er een Ereteken voor Verdienste aan het Thuisfront.
In 1918 was Duitsland economisch en politiek sterk verzwakt. Aan het thuisfront werd honger geleden en de oorlogseconomie kon de uitputtingsslag met de geallieerden niet winnen. Honderdduizenden gewonden en invaliden moesten worden verpleegd en opgevangen. Vrouwen en kinderen namen in de landbouw en de industrie de plaats van de mannen in. Zilver werd streng gerantsoeneerd. Daarom werd deze medaille, anders dan de bedoeling was geweest, van een "oorlogsmetaal", een eufemisme voor een goedkope legering, in dit geval zink geslagen. De detaillering van het stempel voor de medaille met de twee sierlijke portretten is zeer precies maar het zinken oppervlak van een zinken onderscheiding is korrelig en dof en vergaat snel. 
Op de voorzijde van de door de Münchense ontwerper Prof. Georg Römer en medaillesnijder Theodor Müller in Weimar vormgegeven ovale onderscheiding zijn Groothertogin Feodora en Groothertogin Maria Pavlowna van Saksen binnen een rondschrift met de woorden FEODORA - mcmxv - MARIA PAVLOVWNA - mdcccxv - GROSSHERZOGINNEN V SACHSEN -. Beide groothertoginnen zijn met een tiara afgebeeld. Op de keerzijde staat binnen het rondschrift FRAUENVERDIENST IM KRIEGE een verstrengeld en gekroond monogram van de beide vorstinnen. Onder het monogram is in kleine letters de datum XV Aug MCMXV te lezen.
Het kruis werd met een onversierde, taps toelopende en scharnierende beugel van zink aan een strik van een 35 millimeter breed rood lint met citroengeel-groene op de linkerschouder gedragen. Het ovale versiersel is 52,4 millimeter hoog, 37 millimeter breed en weegt ongeveer 30 gram.
De fabrikant was de Kunstprägeanstalt A. Werner & Söhne in Berlijn. De val van de monarchie maakte in 1918 een einde aan de onderscheidingen van het groothertogdom. 